# 北海道道72号旭川幌加内線
北海道道72号旭川幌加内線（ほっかいどうどう72ごう あさひかわほろかないせん）は、北海道旭川市と雨竜郡幌加内町を結ぶ道道（主要地方道）である。

## 概要

### 路線データ
- 起点：北海道旭川市大町3条4丁目（国道40号・北海道道329号新旭川停車場線交点）
- 終点：北海道雨竜郡幌加内町字新成生（国道275号交点）
- 総延長：38.908 km[1]
- 実延長：38.884 km[1]
- 重用延長：0.024 km[1]

## 歴史
- 1954年（昭和29年）3月30日 - 一般道道102号幌加内旭川線として認定[2]。
- 1965年（昭和40年）4月1日 - 幌加内旭川線を廃止し、新たに主要地方道516号旭川幌加内線として路線認定[要出典]。
- 1993年（平成5年）5月11日 - 建設省から、道道旭川幌加内線が旭川幌加内線として主要地方道に指定される[3]。
- 1994年（平成6年）10月1日 - 路線番号を72号に変更[4]。

## 路線状況

### 道路施設
主な橋梁
- 春光高架橋（ウッペツ川 = 石狩川支流）= 旭川市春光
- 鷹栖橋（オサラッペ川 = 石狩川支流）= 鷹栖町10線4号
- 入初橋（六号川 = オサラッペ川支流）= 鷹栖町13線5号
- 真砂橋（六号川）
- 江丹別橋（江丹別川 = 石狩川支流）= 旭川市江丹別町中園
- 豊年橋（ローベツ川 = 江丹別川支流）= 旭川市江丹別町中園
- 開明橋（江丹別川）= 旭川市江丹別町中園 - 旭川市江丹別町芳野
- 上江丹別橋（江丹別川）= 旭川市江丹別中央

### 主な峠
- うばゆり峠
- 江丹別峠＝旭川市江丹別町西里 - 幌加内町字下幌加内

## 地理

### 通過する自治体
上川総合振興局
- 旭川市
- 上川郡鷹栖町
- 旭川市
- 雨竜郡幌加内町

### 交差する道路
旭川市
- 国道40号 - 大町3条4丁目（起点）
- 北海道道329号新旭川停車場線 - 大町3条4丁目（起点）
- 国道12号旭川新道 - 近文5線

鷹栖町
- 北海道道99号和寒鷹栖線 - 14線5号

旭川市
- 北海道道915号共和嵐山線 - 江丹別町共和
- 北海道道848号鷹栖江丹別線 - 江丹別町芳野

幌加内町
- 国道275号 - 新成生（終点）

### 沿線にある施設など
旭川市
- 陸上自衛隊旭川駐屯地
- 旭川市消防本部北消防署
- 北海道銀行大町支店
- 旭川中央警察署大町交番
- 北海道教育大学附属旭川小学校
- 北海道教育大学附属旭川中学校
- 旭川市立北鎮小学校
- 春光台公園
- 北海道立旭川肢体不自由児総合療育センター
- 北海道旭川養護学校
- 旭川工業高等専門学校
- 陸上自衛隊近文台分屯地

鷹栖町
- 鷹栖養護学校
- 旭川中央警察署北野駐在所
- 北野郵便局
- 鷹栖町立北野小学校
- セント旭川ゴルフ倶楽部

旭川市
- 江丹別郵便局
- あさひかわ農協江丹別支所
- 江丹別公民館
- 旭川市立江丹別小中学校